# 病原性
病原性（びょうげんせい, pathogenicity）とは、真正細菌やウイルスなどの病原体が、他の生物に感染して宿主に感染症を起こす性質・能力のこと。
過去に、医学、微生物学では「病原性がある」あるいは「病原性がない」という用法で用いられる二値的な概念で、「病原性が高い」「病原性が低い」という用法は誤りとされていた（この場合はビルレンスを用いる）。しかし現代では、一般社会のみならず微生物学の専門分野においても「高病原性」などの表現が用いられることがあり、ビルレンスとの使い分けは曖昧になりつつある。
生態学の文脈においては、病原性は、寄生者（病原体）の影響による宿主の適応度減少を意味している。

## 感染性・病原性・ビルレンス
微生物が宿主に感染して病気を起こすかどうかは、その微生物と宿主の組み合わせによって決まる。微生物側の力を決定する要素としては、感染した微生物の数という量的な因子に加えて、その宿主に対する
- 感染性の有無
- 病原性の有無
- ビルレンスの強弱（高低）

という質的な因子が挙げられる。
感染性（かんせんせい）とはその微生物がその宿主の体内で安定して増殖できるかどうかを意味する。例えば、植物ウイルスやバクテリオファージなど動物以外の宿主に感染するウイルスは、動物細胞に侵入し増殖することが出来ない。このため、これらは動物に対しては非感染性である。非感染性の微生物では、そもそも宿主−病原体の関係が成立しないため、これらは同時に非病原性でもある。感染性の高い（強い）ことを高感染性、低い（弱い）ことを低感染性と呼ぶ。
病原性とは、感染性のある微生物が宿主に感染したときに病気を起こすかどうかを意味する。感染性と分けるのは、感染しても「発症」しないことがあるため。病原性のある微生物は、その宿主にとって病原体となりうる。例えば、いわゆる乳酸菌はヒトの消化管に感染（定着）するが、これによってヒトが病気になることはない非病原性の細菌である。これに対してサルモネラの多くはヒトに対する病原性があり消化管に感染すると食中毒などの感染症の原因になる。また、ある微生物が病原性であるかどうかは感染する宿主によって変わり、サルモネラはニワトリに対しては非病原性であることが多いが、鶏卵や鶏肉を介して消化管感染したヒトに対しては病原性を示す。病原性の高い（強い）ことを高病原性、低い（弱い）ことを低病原性と呼ぶ。
ビルレンス（virulence、毒力（どくりょく）、毒性（どくせい））は、その病原体が感染したときどのくらい感染症を起こしやすいか、また発病したときにどのくらい重症化しやすいか、という力の強さを示す連続的な概念である。例えば、食中毒の原因であるサルモネラとチフス菌は、どちらも生物学上は同じSalmonella entericaという種に分類されるが、ビルレンスの違いによって後者は腸チフスなどの極めて重篤な疾患を起こす。ビルレンスは強弱、または高低で表され、ビルレンスの高い（強い）病原体のことを強毒性、低い（弱い）病原体を弱毒性と呼ぶ。
最終的に発病するかどうかは、これらの微生物側の質的量的な因子に加え、免疫などの宿主側の生体防御機構因子とのバランスによる。

## 病原性に対する考え方の変遷
ロベルト・コッホによる炭疽菌の発見とコッホの原則の提唱以降、数多くの病原細菌が分離された。これによって生物学（微生物学）と医学（感染症学）との接点が明確となり、感染症治療は大きな進歩を遂げた。しかしながら、この微生物学の黎明期においては、その当時特に重大な疾患として認知されていた重篤な感染症から病原体を分離することが優先されており、このため当時見つかった病原体の多くは、健常者に少数感染しても発病しうる、きわめてビルレンスの高いものであった。このことが、微生物を「病原性のもの」と「非病原性のもの」に分類する考えの下地となった。
しかしながら、その後の研究の進展によって、日和見感染に代表されるように、これまでヒトに病原性がないとされていた微生物によっても、免疫力の低下したヒトでは病気が起こりうるということが知られるようになり、発病するか否かは単に微生物の病原性にのみ依存するのではなく、宿主側との力のバランスによって決まるという考えが広まるようになった。このため病原性の有無だけでなく、ビルレンスの高低が疾患との関係から重視されている。

## 病原性の進化
宿主と寄生者の生態に関する概念として、病原性の最適化という考え方がある。
まず病原性の定義の一つは、寄生者により宿主の適応度が減少することである。寄生者自身の適応度は、他の宿主へ感染して増殖し、子孫を残すことに成功するかどうかによって決定される。病原性は時間の経過とともに緩和され、寄生関係は共生へと進化していくという仮説に、一時は研究者の間では意見が一致していた。
しかし、この見解は疑問視されるようになってきた。なぜなら抑制されすぎた病原体はより多くの宿主資源を自らの繁殖に転用するより攻撃的な病原体株との競争に負けてしまうためである。宿主は、ある意味で寄生者の資源であり、生息地であることから、このより高い病原性の影響を受けることになる。これはより速い宿主の死を誘発し、別の宿主に遭遇する確率を低下させることによって、寄生虫の適応度を減らすよう作用する可能性がある。（すなわち、病原性を上げるために宿主を早く殺しすぎてしまう）このモデルでは病原性にトレードオフが存在し、寄生者に「自己制限」するように圧力を与える自然の力が想定される。
上記のように寄生者の適応度が最も高いところに病原性の均衡点が存在するという考え方を病原性の最適化という。
病原性の軸上でより高い病原性または低い病原性の獲得に向かって移動すると、寄生者の適応度が低下し、その結果、自然選択がはらたくことになる。
また、感染性についても進化の圧力がかかる仮説がある。
新しい宿主への感染、繁殖率を増加させる形質が病原体集団内で広がりやすいことは考えやすい。通常、宿主集団よりも病原体集団の方がより高い突然変異率を持ち、病原体の急速な生成速度による膨大な個体数増加ができることが、これらの形質を可能とさせる。ほんの数世代で最適な突然変異体の頻度が増加することで、宿主に多くの害をもたらす。
病原体の病原性・感染性で宿主を殺しすぎてしまい自らの伝染を妨げてしまう場合、病原性・感染性抑圧の進化圧がはたらくと考えらえるが、例えば、難民キャンプや避難所のような混雑した状況では新しい宿主への感染機会が失われず、病原性・感染性を維持し続けられる。
その他、病原性が偶然進化したという仮説も考えられる。
一般的に病原性は宿主と寄生者の共進化によるものではなく、独立した進化の産物として単なる偶然によって病原性を獲得した可能性がある。